# لياندر جريفيت
لياندر جريفيت (مواليد 21 مايو 1984) هو لاعب كرة قدم فرنسي محترف يلعب كجناح وحالياً يعتبر لاعبًا حرًا.

## الحياة المهنية

### أوروبا
ولد غريفيت في موبيوج. بدأ مسيرته المهنية في وطنه الأم فرنسا مع نادي أميان الرياضي، قبل أن ينتقل إلى نادي ساوثهامبتون في الدوري الإنجليزي الممتاز في عام 2003. لعب فقط سبع مباريات مع ساوثهامبتون وسجل هدفين ضد بلاكبيرن روفرز ونيوكاسل يونايتد. نُقل إلى نادي ليدز يونايتد وروثرهام يونايتد قبل أن يُفرج عنه.
ثم انتقل إلى السويد ولعب لصالح نادي إلفسبورج، حيث لعب فقط 21 مباراة وتم إعارته إلى نورشوبينغ في موسم 2007-2008. في صيف عام 2008، خاض تجربة غير ناجحة مع نادي بليموث أرجايل في دوري البطولة الإنجليزي. بعد ذلك، خاض فترة تجريبية مع نادي كريستال بالاس الذي يشرف عليه نيل وارنوك، ووٌقع عقد معه، ولكنه خاض عددًا قليلاً من المباريات مع النادي قبل أن يرحل.

### أمريكا الشمالية
بعد فترة تجريبية غير ناجحة مع نادي هيوستن دينامو في دوري الدوري الرئيسي لكرة القدم الأمريكية، انتقل غريفيت للانضمام إلى فريق كولومبوس كرو في 16 أبريل 2010، والذي يعتبر منافسًا في نفس الدوري. 